# Mon île était le monde
Mon île était le monde es una película documental francesa de 1992 dirigida por Jacques Baratier

## Sinopsis
Es un mundo que nació de la mirada de un poeta. Jean Albany creó su isla, sus emociones crearon su universo; el mar, los pájaros, las mujeres, las flores le ofrecieron un idioma. Escribe en criollo, dando raíces a la unidad de Reunión. Algunas de las obras de Jean Albany son Zamal, Miel vert, Bleu Mascarin, Bal indigo...